# Anggut Bawah
Anggut Bawah is een bestuurslaag in het regentschap Bengkulu van de provincie Bengkulu, Indonesië. Anggut Bawah telt 838 inwoners (volkstelling 2010).